# Governatorato del Nord Libano
Il governatorato del Nord Libano (in arabo محافظة الشمال‎?, Muḥāfaẓat al-Šamāl) è un governatorato del Libano che si trova nel nord-ovest del paese. La superficie e di circa 2024,8 km² ed ha una popolazione di circa 927 655 abitanti. Il capoluogo è Tripoli.

## Distretti

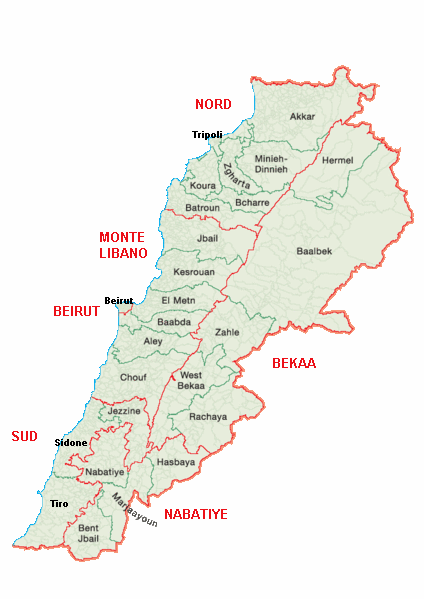

Il governatorato è organizzato in 7 distretti, da nord a sud:
- Distretto di Minieh e Dinnieh
- Distretto di Tripoli
- Distretto di Zgharta
- distretto di Bsharre
- Distretto di Koura
- Distretto di Batrun